# فلوريس الأول، كونت هولندا
فلوريس الأول من هولندا (ولد في فلاردينجن – قتل في 28 يونيو، 1061 في خيلدرز (خيلدرلند),، هولندا) كان كونت مقاطعة هولندا، والتي كان يطلق عليها في ذلك الوقت فريزيا غرب فلي، منذ عام 1049 إلى 1061. كان ابن ديريك الثالث وأوتولينديس.